# Werder (bei Altentreptow)
Werder, historisch auch Werder, Demmin, ist eine Gemeinde im Nordosten des Landkreises Mecklenburgische Seenplatte. Sie liegt nördlich von Neubrandenburg in Mecklenburg-Vorpommern. Bis zum 1. Januar 2004 war die Gemeinde Teil des Amtes Tollensetal und ist seitdem Teil des Amtes Treptower Tollensewinkel mit Sitz in Altentreptow.

## Geografie und Verkehr
Werder liegt ca. sechs Kilometer nordöstlich von Altentreptow. Die B 96 verläuft westlich der Gemeinde. Durch die Gemeinde führt die A 20. Sie ist  über den Anschluss Altentreptow zu erreichen.  Die Gemeinde liegt auf dem Treptower Werder, einer Niederung zwischen Tollense, Großen Landgraben und Kleinen Landgraben.

## Ortsteile
- Werder
- Kölln
- Wodarg

## Geschichte
Wodarg:
Das ritterschaftliche Gut Wodarg war alter Besitz der Familie von Walsleben, dann der von Preen und schließlich gelangte es an die weit verbreiteten von Maltzahn. Letztere besaßen das 900 ha große Gut bis 1945. 1733 wurde das Gutshaus erbaut, 1919 erhielt es nach Plänen des Architekten Wilhelm Freiherr von Tettau einen seitlichen Anbau. Das Gutshaus ist ein eingeschossiger Putzbau von 7 Achsen, drei weitere entfallen auf den Anbau und den zurückgesetzten Verbindungstrakt. Die Gutsanlage mit drei wuchtigen Stallscheunen ist noch erhalten. Ein englischer Landschaftspark vervollständigt das Anwesen.
Der letzte Besitzer Gerhard von Maltzahn wurde 1945 von der Sowjetarmee abgeholt und galt als verschollen. Nach 1989 konnte aufgeklärt werden, dass er in einer Sandgrube bei Kölln von sowjetischen Truppen erschossen wurde. Die Familie wurde vertrieben und das Gut in der Bodenreform aufgesiedelt. Im Gutshaus waren nach der Phase als Wohnhaus für Flüchtlinge, verschiedene Nutzungen, wie Gaststätte, Verwaltung, Konsum usw. zugeführt.
Eingemeindungen:
Die Gemeinde Wodarg wurde am 1. Juli 1950 und die Gemeinde Kölln am 1. Januar 1974 nach Werder eingemeindet.

## Wappen, Flagge, Dienstsiegel
Die Gemeinde verfügt über kein amtlich genehmigtes Hoheitszeichen, weder Wappen noch Flagge. Als Dienstsiegel wird das kleine Landessiegel mit dem Wappenbild des Landesteils Vorpommern geführt. Es zeigt einen aufgerichteten Greifen mit aufgeworfenem Schweif und der Umschrift „GEMEINDE WERDER • LANDKREIS MECKLENBURGISCHE SEENPLATTE“.

## Sehenswürdigkeiten

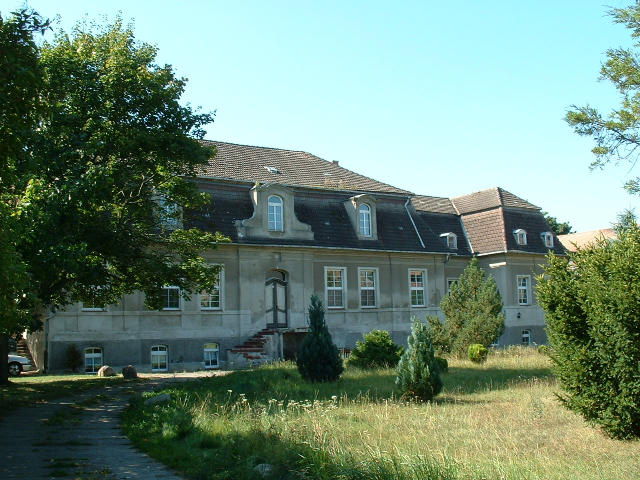
Gutshaus Wodarg

→ Siehe  auch Liste der Baudenkmale in Werder (bei Altentreptow)
- Barocke Feldsteinkirche von Werder von 1751 mit Taufstein aus dem 13. Jahrhundert,
- Burgruine Conerow; 2,5 km westlich des Ortsteils Wodarg
- Kirche Kölln, Feldsteinkirche aus dem 15./16. Jahrhundert mit hohen, hölzernen Westturm.
- Neuromanischen Kirche in Wodarg; Backsteinbau mit einzelnen Feldsteinen aus der zweiten Hälfte des 19. Jahrhunderts.
- Gutsanlage und Gutshaus Wodarg von 1733 mit Mittelrisalit, zweiachsigem Seitenrisalit und Mansarddach.
- Gutshaus Werder

## Persönlichkeiten
- Hans-Günter Leder (* 1930 in Werder; † 2006 in Greifswald), evangelischer Theologe, Hochschullehrer für Kirchengeschichte und Autor